# Gemonijske stopnice
Gemonijske stopnice (latinsko Scalae Gemoniae, italijansko Scale Gemonie) so bile stopnice v antičnem mestu Rimu. Po vzdevku stopnice žalovanja so stopnice zloglasne v rimski zgodovini kot kraj izvrševanja smrtne kazni.

## Lega
Stopnice so bile v osrednjem delu Rima, ki je vodil od Arxa do Kapitolskega griča do Rimskega foruma. Kot je razvidno iz foruma, so tkle Tabularium in Konkordijin tempelj na levi strani in mimo zapora Mamertine na desni strani . Menijo, da lokacija stopnic grobo sovpada s sedanjo Via di San Pietro v Carcereju, mimo ruševin zapora Mamertine.

Verjamejo se, da so bile stopnice zgrajene nekaj časa pred vladavino Tiberija (leto 14–37), saj niso bile poimensko omenjene v nobenih starih besedilih, ki so obstajala pred tem obdobjem . Njihova prva uporaba kot kraj usmrtitve je povezana predvsem s paranoičnimi presežki Tiberijeve poznejše vladavine. 

## Smrtne kazni
Obsojenci so bili po navadi zadavljeni, preden so njihova telesa zvezana vrgli po stopnicah. Včasih so se trupla usmrčenih prenesla sem za ogled iz drugih krajev usmrtitve v Rimu. Trupla so po navadi pustili, da padala na stopnišču dlje časa, s polnim pogledom na Forum, ko so jih pospravili psi ali drugi mrhovinarji, dokler niso bili vrženi v Tibero.
Smrt na stopnicah se je zdela izjemno nečastna in strašna, vendar je več senatorjev in celo cesarja dosegla njihova uporaba. Med najbolj znanimi, ki so bili na tem mestu usmrčeni, so bili župan pretorske garde Lucij Elij Sejan in cesar Vitelij. Sejan je bil nekdanji zaupnik cesarja Tiberija, ki je bil vpleten v zaroto leta 31. Po besedah Cassiusa Dioja so Sejana vrgli in spustil po Gemonijskih stopnicah, kjer je množica tri dni zlorabljala njegovo truplo.  Kmalu zatem so bili njegovi trije otroci podobno ubiti na tem mestu.
Vitelij je bil rimski general, ki je postal tretji cesar v tako imenovanem letu štirih cesarjev v letu 69. Nasledil je Otona po samomoru 16. aprila, a je živel kot cesar le osem mesecev. Ko so njegovo vojsko porazile sile Vespazijana, se je strinjal s predajo, vendar ga je Pretorska straža zavrnila, da bi ga pustili zapustiti mesto. Ob vhodu Vespazijanovih vojakov v Rim so ga povlekli iz njegovega skrivališča, odpeljali na Gemonijske stopnice in ga vrgli dol. Njegove zadnje besede so bile: »Vendar sem bil nekoč vaš cesar«. 
Na istih stopnicah je bila Decebalova glava z desno roko vržena leta 106. 

## Podobni kraji
Med republikanskim obdobjem je bila za podobne namene uporabljena strma Tarpejska pečina na južnem vrhu Kapitolskega griča. Morilce in izdajalce, ki so jih quaestores parricidii obsodili, so iz pečine vrgli v smrt. Dojenčki, ki so trpeli zaradi pomembnih duševnih ali telesnih invalidnosti, so včasih dočakali enako usodo, saj so mislili, da so jih bogovi prekleli. 